# Moutier-Rozeille
Pour les articles homonymes, voir Moutier (homonymie).
Moutier-Rozeille est une commune française située dans le département de la Creuse en région Nouvelle-Aquitaine.

## Géographie

### Généralités

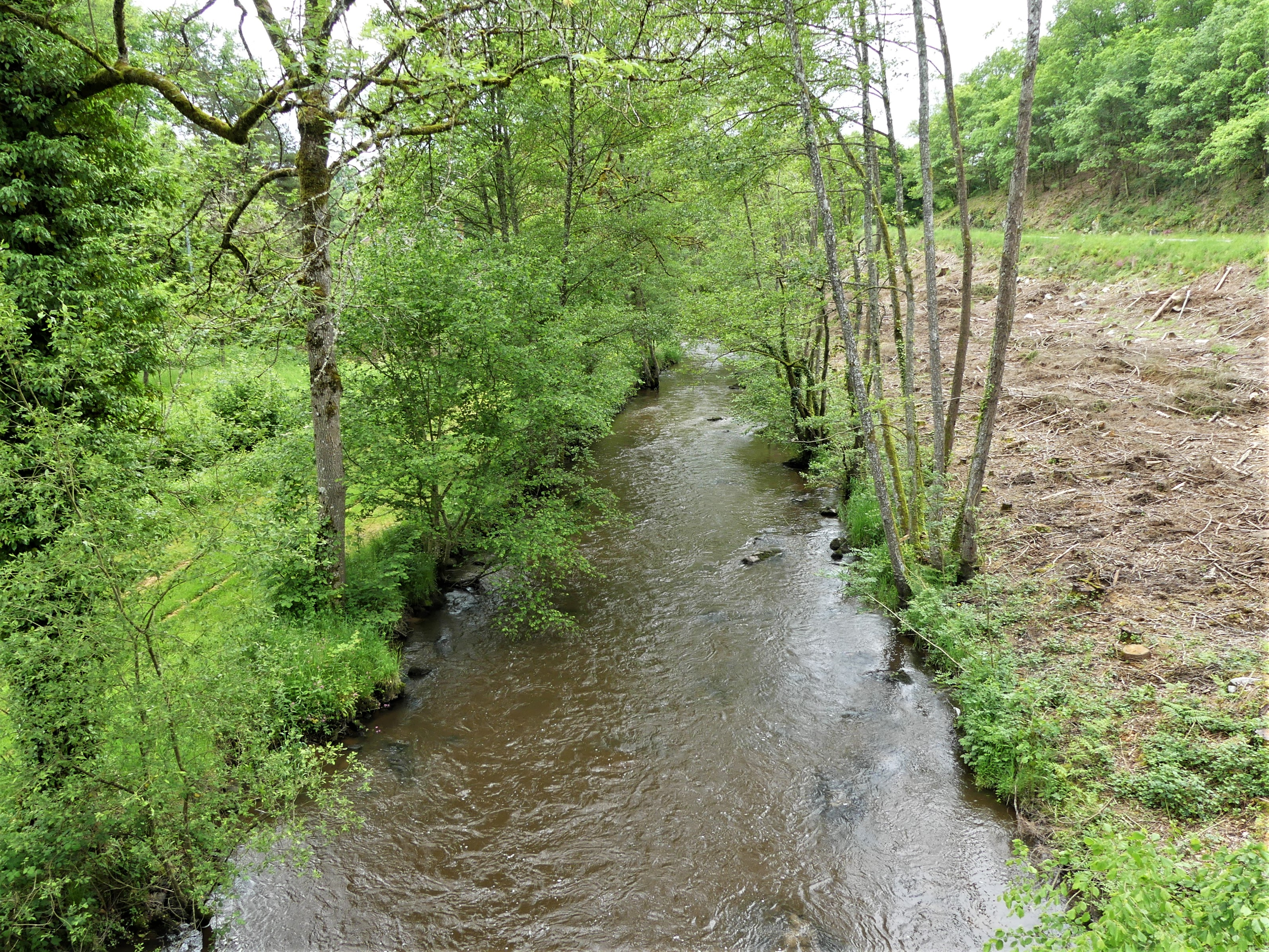
La Rozeille au pont de la RD 19.

Dans le quart sud-est du département de la Creuse, en limite extérieure du parc naturel régional de Millevaches en Limousin, la commune de Moutier-Rozeille s'étend sur 19,66 km2. Elle est arrosée par la Creuse et son affluent la Rozeille qui confluent sur le territoire communal.
L'altitude minimale avec 437 mètres se trouve localisée à l'extrême nord-ouest, au nord du lieu-dit la Côte Ribière, là où la Creuse quitte la commune et entre sur celle d'Aubusson. L'altitude maximale avec 671 mètres est située au sud-est, au nord-est du lieu-dit Chauveix.
À l'intersection des routes départementales (RD) 21 et 21A2, le bourg de Moutier-Rozeille est situé, en distances orthodromiques, cinq kilomètres au sud-sud-est du centre-ville d'Aubusson, la sous-préfecture.
Le territoire communal est également desservi par les RD 18, 19, 23, 80, 982 et 990.
Entre les communes d'Aubusson et de Saint-Pardoux-le-Neuf, un tronçon commun à deux chemins de randonnée, le GR 4 et le GR 46, traverse le nord du territoire communal sur quatre kilomètres, passant par le village de Rozeille.

### Communes limitrophes
Moutier-Rozeille est limitrophe de sept autres communes, dont Saint-Frion au sud sur 50 mètres
| Saint-Quentin-la-Chabanne | Aubusson         | Saint-Pardoux-le-Neuf    |
|                           | Moutier-Rozeille | Néoux                    |
| Felletin                  | Saint-Frion      | Sainte-Feyre-la-Montagne |

### Climat
Pour des articles plus généraux, voir Climat de la Nouvelle-Aquitaine et Climat de la Creuse.
Historiquement, la commune est exposée à un climat montagnard.  
En 2020, Météo-France publie une typologie des climats de la France métropolitaine dans laquelle la commune est exposée à un climat de montagne et est dans la région climatique  Ouest et nord-ouest du Massif Central, caractérisée par une pluviométrie annuelle de 900 à 1 500 mm, maximale en automne et en hiver.
Pour la période 1971-2000, la température annuelle moyenne est de 9,6 °C, avec  une amplitude thermique annuelle de 14,9 °C. Le cumul annuel moyen de précipitations est de 1 045 mm, avec 12,6 jours de précipitations en janvier et 7,9 jours en juillet. Pour la période 1991-2020, la température moyenne annuelle observée sur la station météorologique la plus proche, située sur la commune de Felletin à 4 km à vol d'oiseau, est de 10,4 °C et le cumul annuel moyen de précipitations est de 969,0 mm,. Pour l'avenir, les paramètres climatiques de la commune estimés pour 2050 selon différents scénarios d’émission de gaz à effet de serre sont consultables sur un site dédié publié par Météo-France en novembre 2022.

## Urbanisme

### Typologie
Au 1er janvier 2024, Moutier-Rozeille est catégorisée commune rurale à habitat très dispersé, selon la nouvelle grille communale de densité à 7 niveaux définie par l'Insee en 2022.
Elle est située hors unité urbaine. Par ailleurs la commune fait partie de l'aire d'attraction d'Aubusson, dont elle est une commune de la couronne,. Cette aire, qui regroupe 34 communes, est catégorisée dans les aires de moins de 50 000 habitants,.

### Occupation des sols
L'occupation des sols de la commune, telle qu'elle ressort de la base de données européenne d’occupation biophysique des sols Corine Land Cover (CLC), est marquée par l'importance des territoires agricoles (57,3 % en 2018), en augmentation par rapport à 1990 (55,8 %). La répartition détaillée en 2018 est la suivante : 
forêts (41,4 %), prairies (40 %), zones agricoles hétérogènes (17,2 %), zones urbanisées (1,3 %). L'évolution de l’occupation des sols de la commune et de ses infrastructures peut être observée sur les différentes représentations cartographiques du territoire : la carte de Cassini (XVIIIe siècle), la carte d'état-major (1820-1866) et les cartes ou photos aériennes de l'IGN pour la période actuelle (1950 à aujourd'hui).

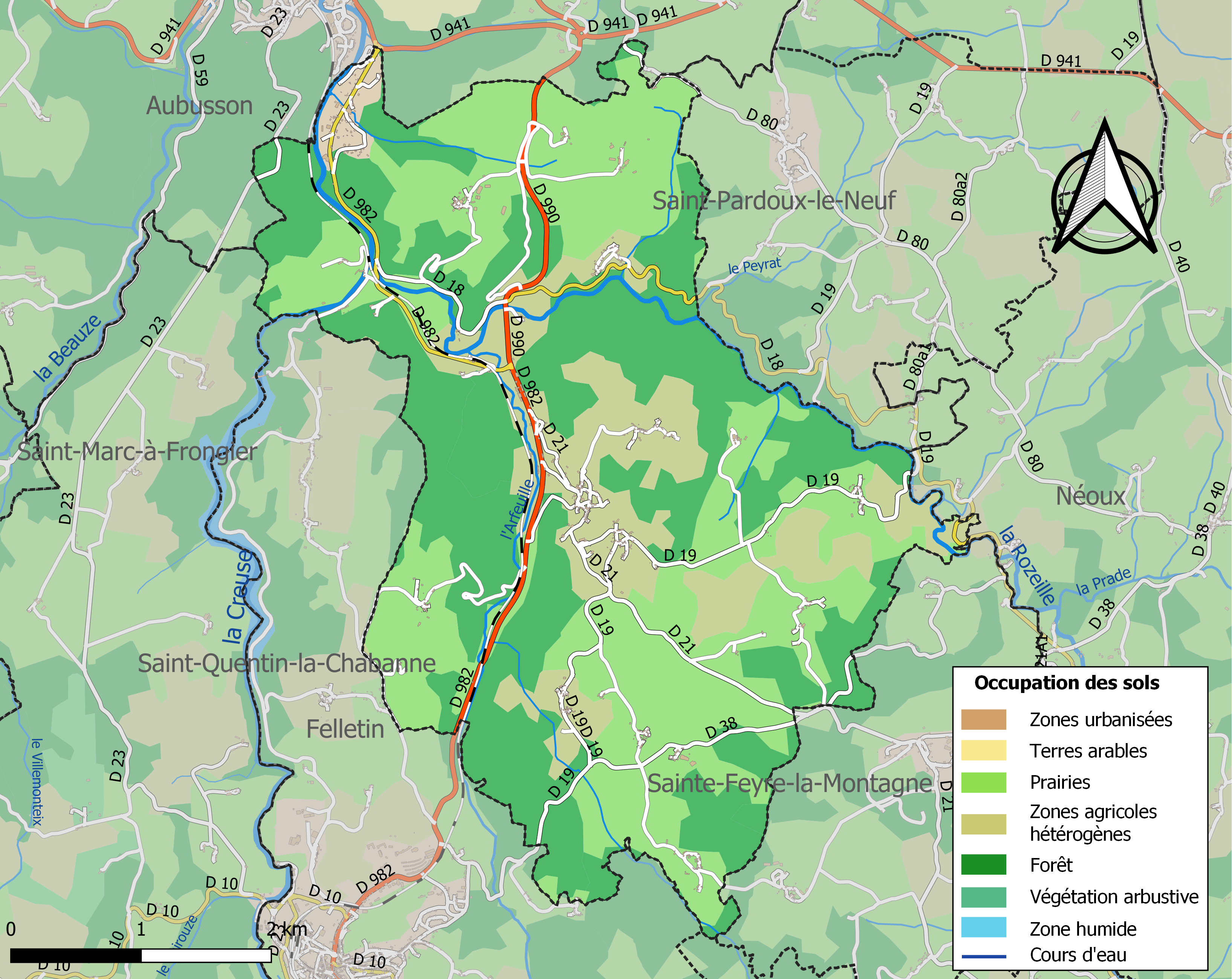
Carte des infrastructures et de l'occupation des sols de la commune en 2018 (CLC).

### Transports en commun
- Réseau TransCreuse

### Risques majeurs
Le territoire de la commune de Moutier-Rozeille est vulnérable à différents aléas naturels : météorologiques (tempête, orage, neige, grand froid, canicule ou sécheresse), inondations et séisme (sismicité faible). Il est également exposé à un risque technologique, la rupture d'un barrage, et à un risque particulier : le risque de radon. Un site publié par le BRGM permet d'évaluer simplement et rapidement les risques d'un bien localisé soit par son adresse soit par le numéro de sa parcelle.

#### Risques naturels
Certaines parties du territoire communal sont susceptibles d’être affectées par le risque d’inondation par débordement de cours d'eau, notamment la Creuse et la Rozeille. La commune a été reconnue en état de catastrophe naturelle au titre des dommages causés par les inondations et coulées de boue survenues en 1982, 1994 et 1999,.

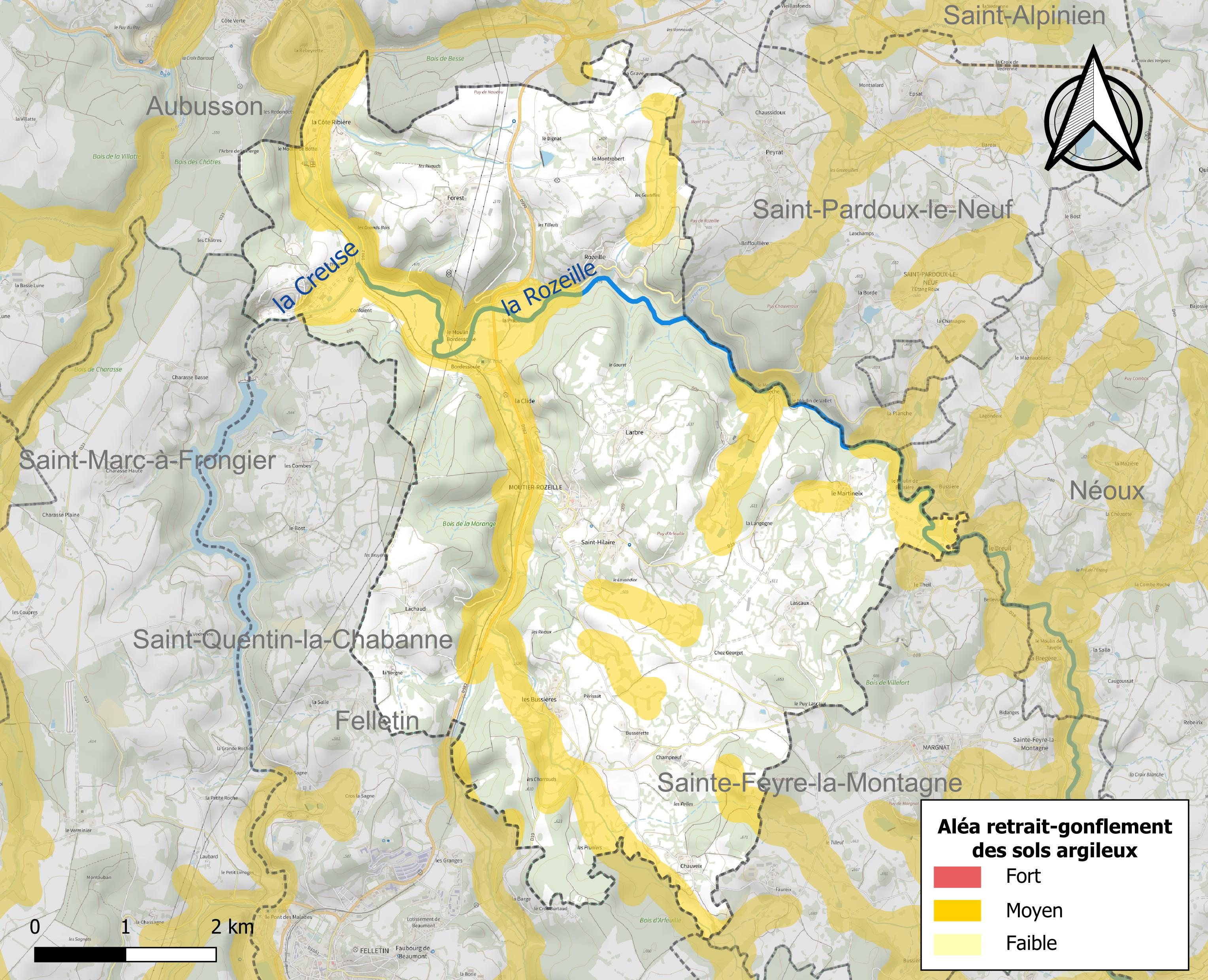
Carte des zones d'aléa retrait-gonflement des sols argileux de Moutier-Rozeille.

Le retrait-gonflement des sols argileux est susceptible d'engendrer des dommages importants aux bâtiments en cas d’alternance de périodes de sécheresse et de pluie. 23,8 % de la superficie communale est en aléa moyen ou fort (33,6 % au niveau départemental et 48,5 % au niveau national). Sur les 310 bâtiments dénombrés sur la commune en 2019, 77 sont en aléa moyen ou fort, soit 25 %, à comparer aux 25 % au niveau départemental et 54 % au niveau national. Une cartographie de l'exposition du territoire national au retrait gonflement des sols argileux est disponible sur le site du BRGM,.
Par ailleurs, afin de mieux appréhender le risque d’affaissement de terrain, l'inventaire national des cavités souterraines permet de localiser celles situées sur la commune.
Concernant les mouvements de terrains, la commune a été reconnue en état de catastrophe naturelle au titre des dommages causés par des mouvements de terrain en 1999.

#### Risques technologiques
La commune est en outre située en aval du  barrage de Confolent, un ouvrage sur la Creuse de classe A soumis à PPI, disposant d'une retenue de 4,7 millions de mètres cubes. À ce titre elle est susceptible d’être touchée par l’onde de submersion consécutive à la rupture de cet ouvrage.

#### Risque particulier
Dans plusieurs parties du territoire national, le radon, accumulé dans certains logements ou autres locaux, peut constituer une source significative d’exposition de la population aux rayonnements ionisants. Certaines communes du département sont concernées par le risque radon à un niveau plus ou moins élevé. Selon la classification de 2018, la commune de Moutier-Rozeille est classée en zone 3, à savoir zone à potentiel radon significatif.

## Toponymie
L'étymologie du nom de la commune indique une origine ecclésiastique. Effectivement, « moustier » ou « môtier » ou « moutier » signifie le monastère, Rozeille étant l'indication de la rivière à proximité de laquelle s'était installé ce monastère. On connaît un chartrier du monastère datant de 1157.
Durant la Révolution, la commune porte le nom de La Raison.

## Histoire
En 1793, la commune de Saint-Hilaire a fusionné avec Moutier-Rozeille qui a porté brièvement le nom de Montierozeille et Saint Hilaire.

## Politique et administration

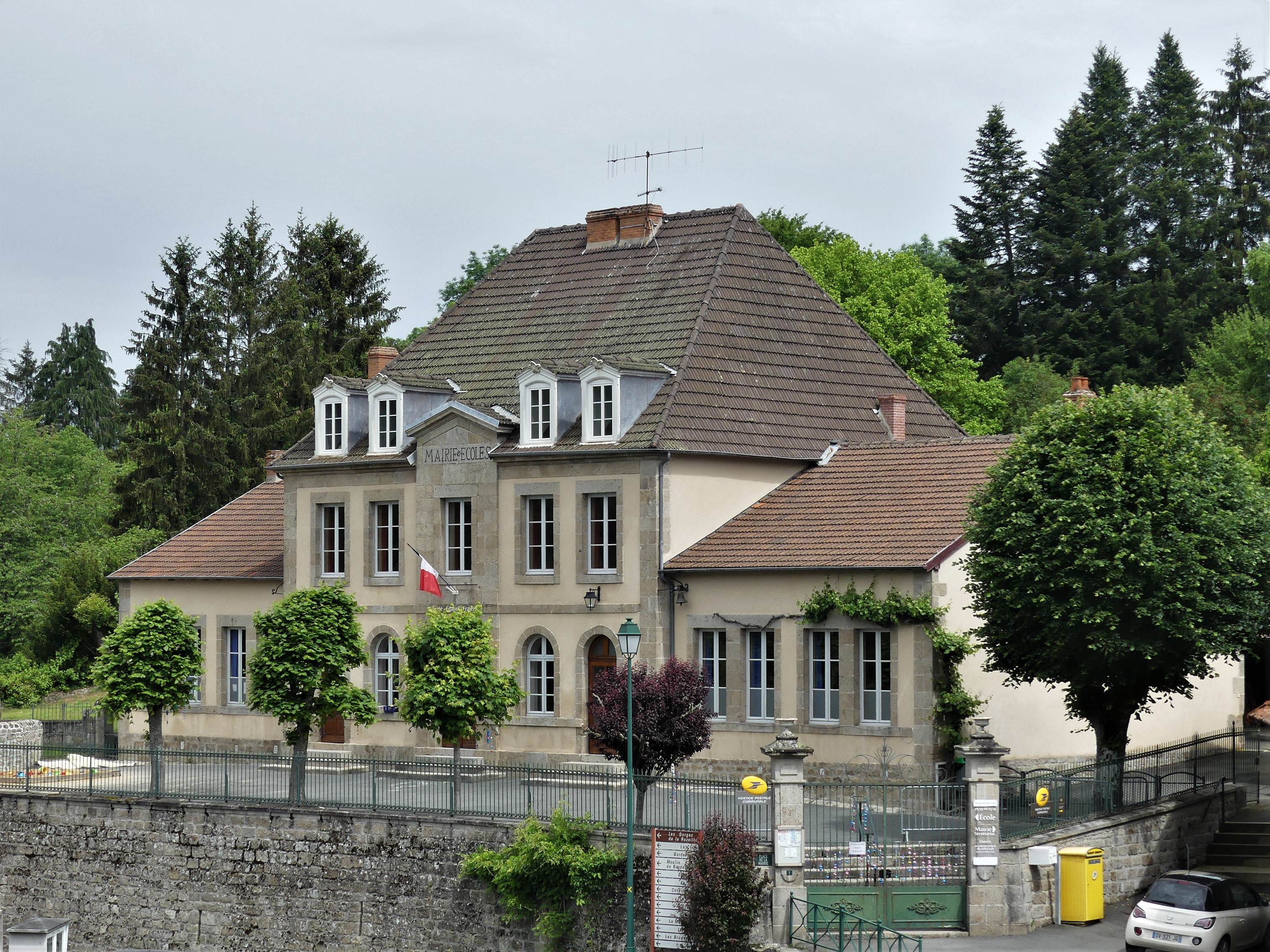
Le bâtiment de la mairie et de l'école.

## Démographie

### Évolution démographique
L'évolution du nombre d'habitants est connue à travers les recensements de la population effectués dans la commune depuis 1793. Pour les communes de moins de 10 000 habitants, une enquête de recensement portant sur toute la population est réalisée tous les cinq ans, les populations de référence des années intermédiaires étant quant à elles estimées par interpolation ou extrapolation. Pour la commune, le premier recensement exhaustif entrant dans le cadre du nouveau dispositif a été réalisé en 2006.

En 2022, la commune comptait 433 habitants, en évolution de +0,46 % par rapport à 2016 (Creuse : −3,32 %, France hors Mayotte : +2,11 %).
| 1793  | 1800  | 1806  | 1821  | 1831  | 1836  | 1841  | 1846  | 1851  |
| ----- | ----- | ----- | ----- | ----- | ----- | ----- | ----- | ----- |
| 1 262 | 1 069 | 1 084 | 1 118 | 1 133 | 1 125 | 1 154 | 1 151 | 1 144 |

| 1856  | 1861  | 1866  | 1872 | 1876  | 1881  | 1886  | 1891  | 1896 |
| ----- | ----- | ----- | ---- | ----- | ----- | ----- | ----- | ---- |
| 1 139 | 1 060 | 1 048 | 991  | 1 063 | 1 071 | 1 080 | 1 010 | 858  |

| 1901  | 1906  | 1911  | 1921 | 1926 | 1931 | 1936 | 1946 | 1954 |
| ----- | ----- | ----- | ---- | ---- | ---- | ---- | ---- | ---- |
| 1 011 | 1 004 | 1 004 | 850  | 854  | 868  | 823  | 715  | 569  |

| 1962 | 1968 | 1975 | 1982 | 1990 | 1999 | 2006 | 2011 | 2016 |
| ---- | ---- | ---- | ---- | ---- | ---- | ---- | ---- | ---- |
| 587  | 507  | 493  | 475  | 446  | 435  | 440  | 432  | 431  |

| 2021 | 2022 | - | - | - | - | - | - | - |
| ---- | ---- | - | - | - | - | - | - | - |
| 428  | 433  | - | - | - | - | - | - | - |

## Culture locale et patrimoine

### Lieux et monuments
- Trois monuments religieux de la commune sont inscrits au titre des monuments historiques depuis 1926 :
  - l'église de la Nativité-de-la-Très-Sainte-Vierge date de la fin du XIe siècle et du début du XIIe siècle[28]. L'édifice a été inscrit au titre des monuments historique en 1926[28].
  - une croix monumentale du XVIIe siècle adossée à l'église de la Nativité-de-la-Très-Sainte-Vierge[29];
  - la croix de Saint-Barber[30].
- L'ancienne église de Saint-Hilaire a été construite à partir d'un mausolée gallo-romain au milieu du VIe siècle ; elle est occupée continuellement jusqu'à la fin du XIXe siècle. Le site comporte de nombreuses sépultures, les plus anciennes datant du Haut Moyen Âge. Il fait l'objet de fouilles archéologiques programmées depuis 2007[31].
- La tour Catinaud n'est pas le vestige d'un vieux château féodal : elle a été construite au début du XXe siècle par Pierre Catinaud, propriétaire de l'hôtel du même nom qui se trouve à 400 mètres de la tour.

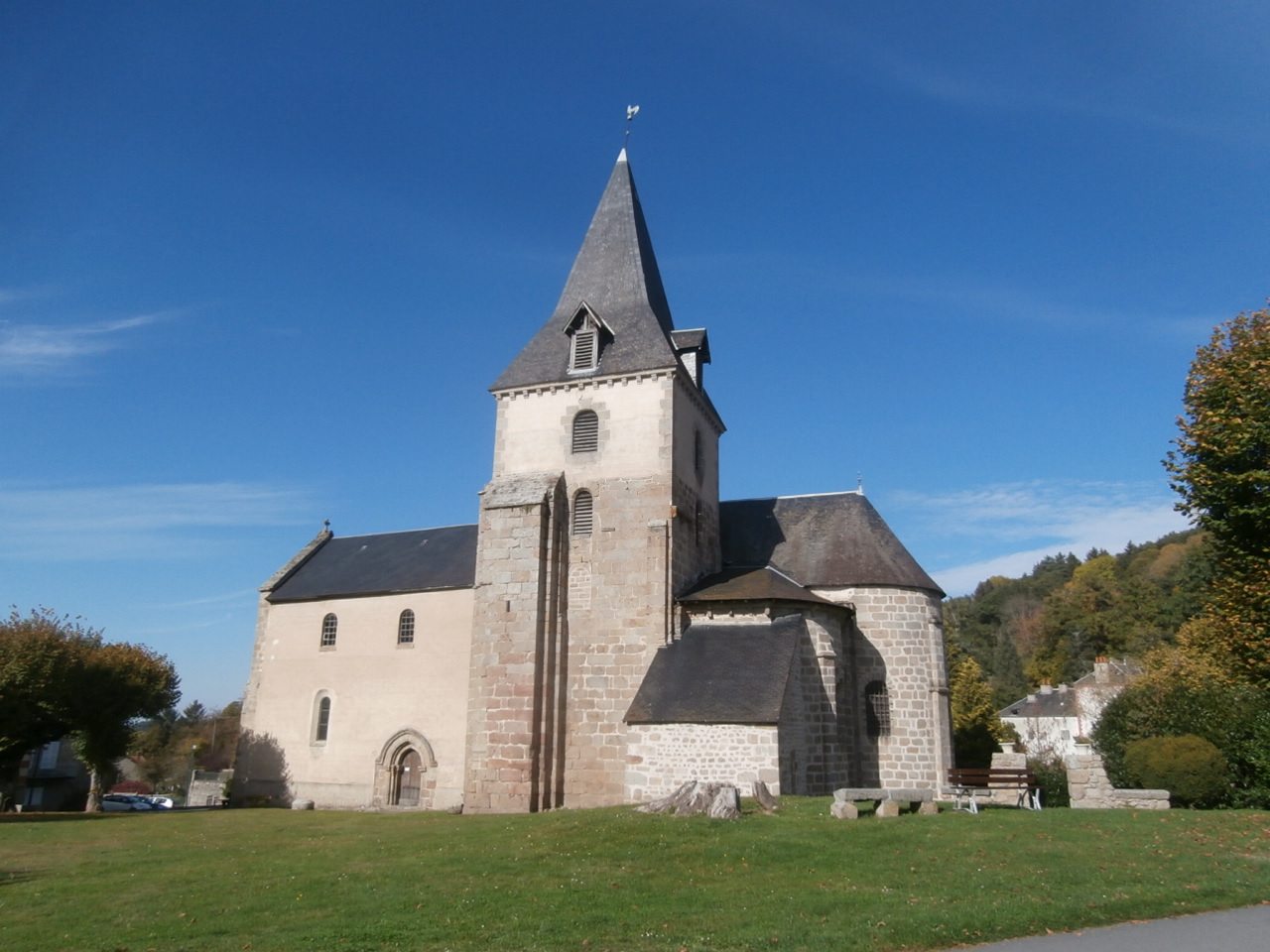
L'église de la Nativité-de-la-Très-Sainte-Vierge.
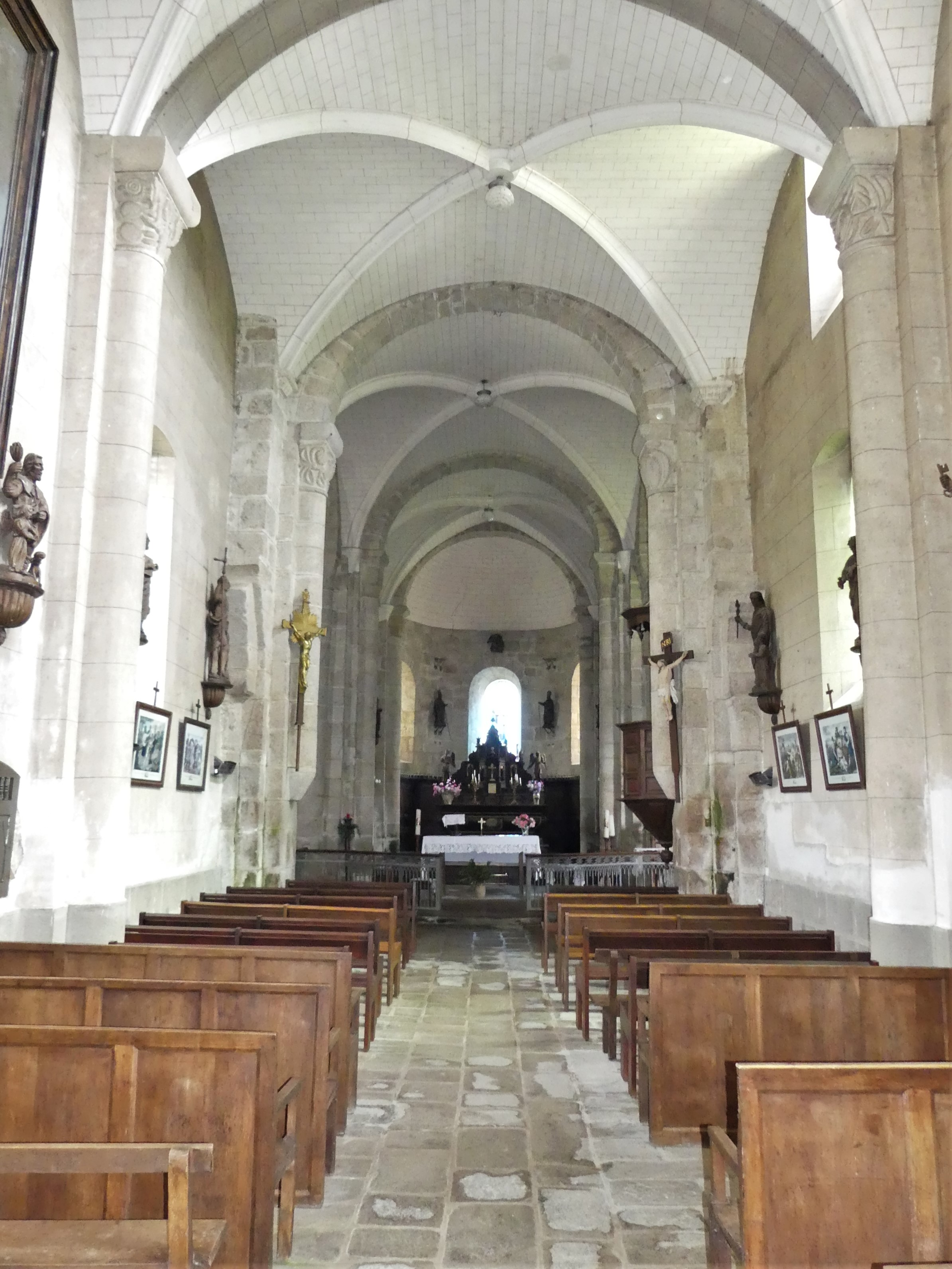
Sa nef.
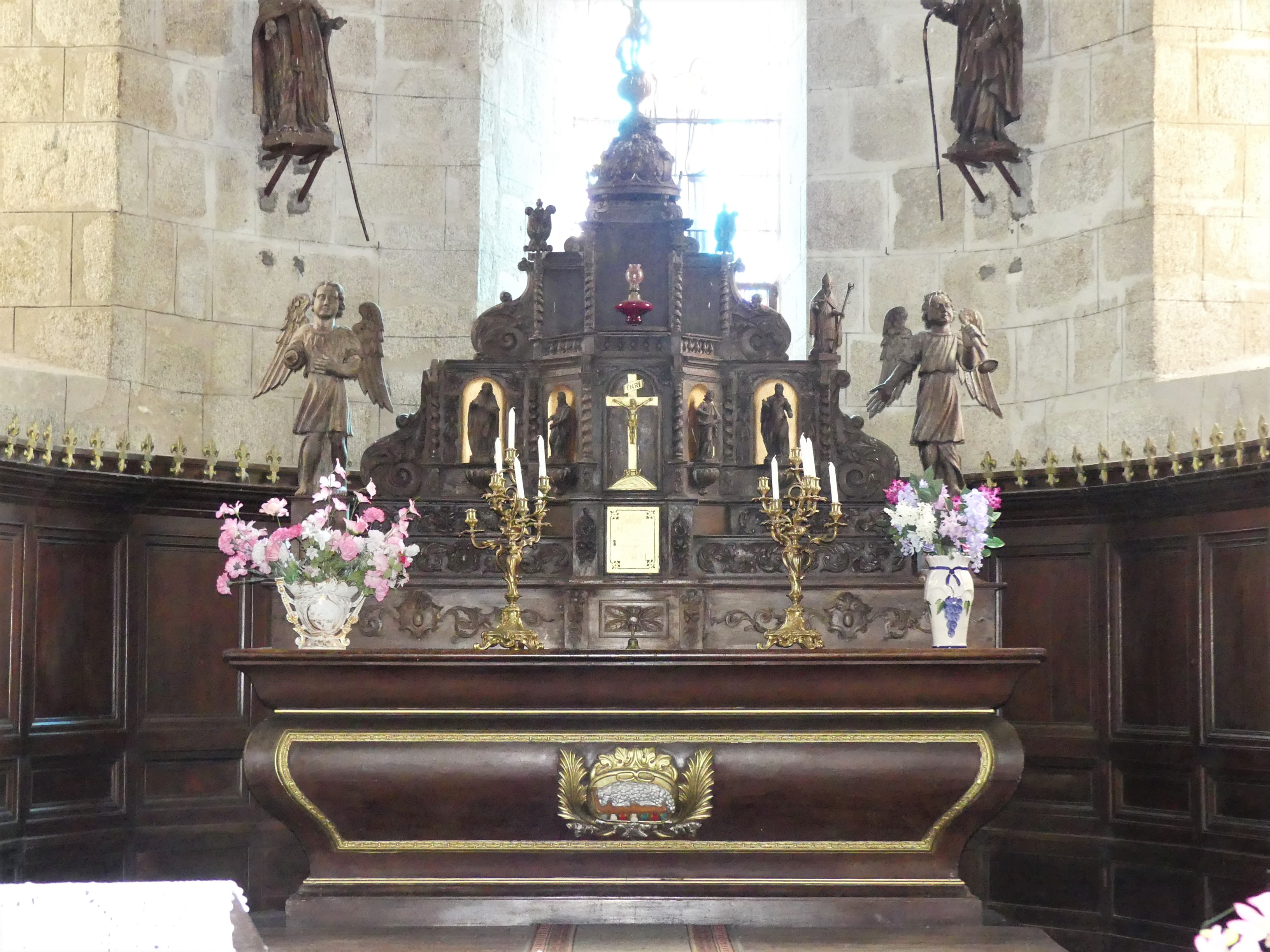
Son maître-autel.
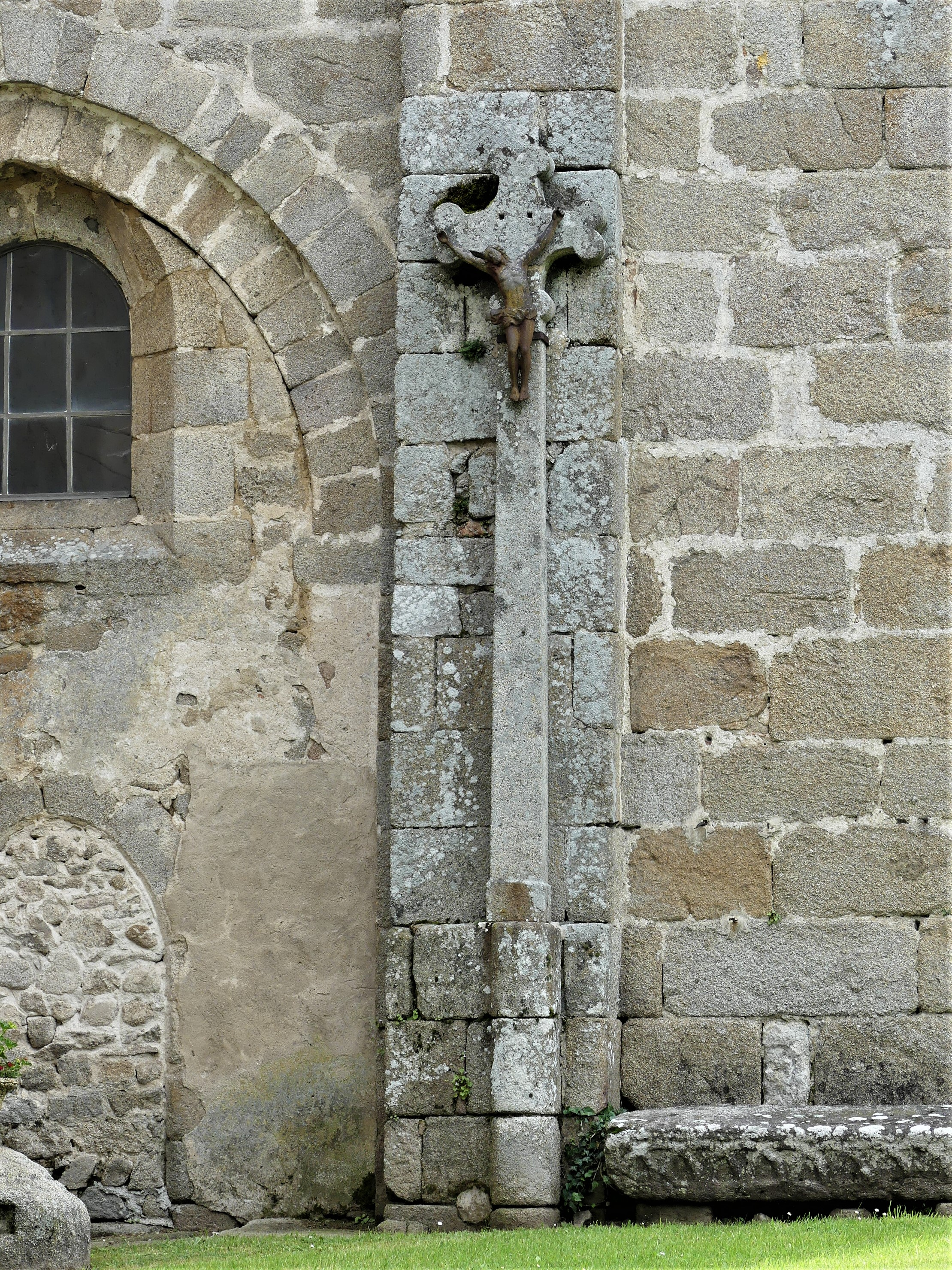
La croix adossée à l'église.
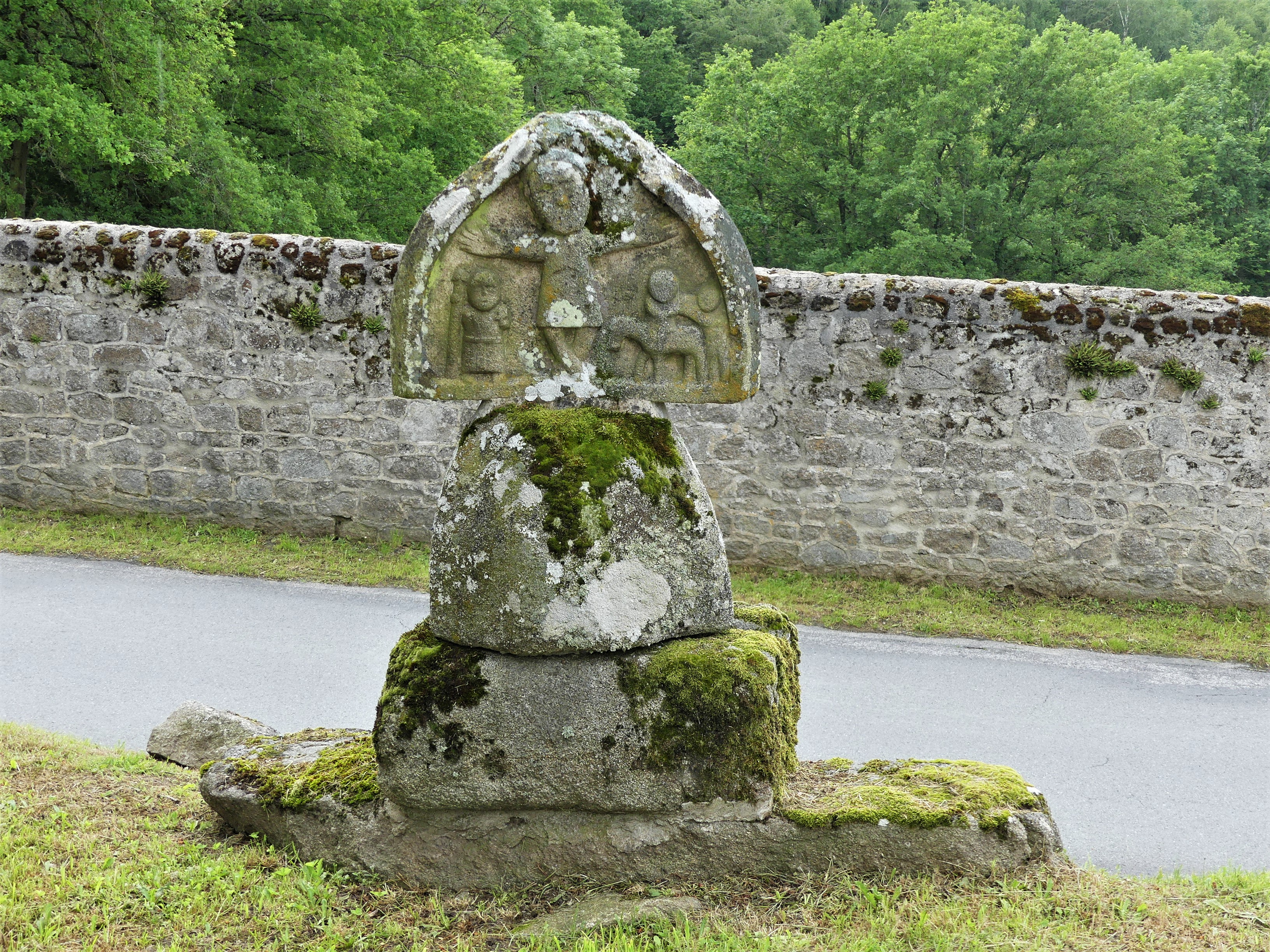
La croix de Saint-Barber.
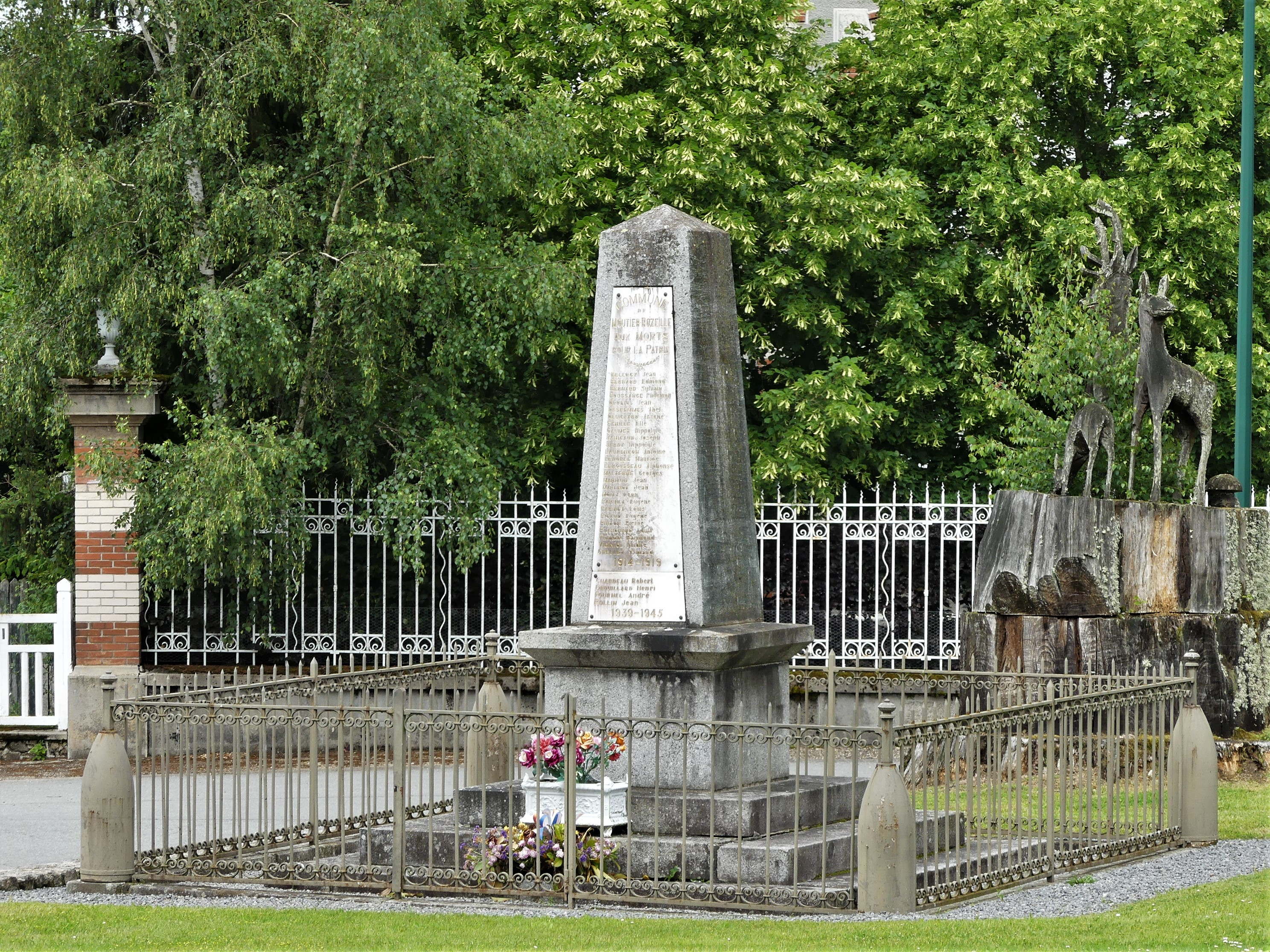
Le monument aux morts.
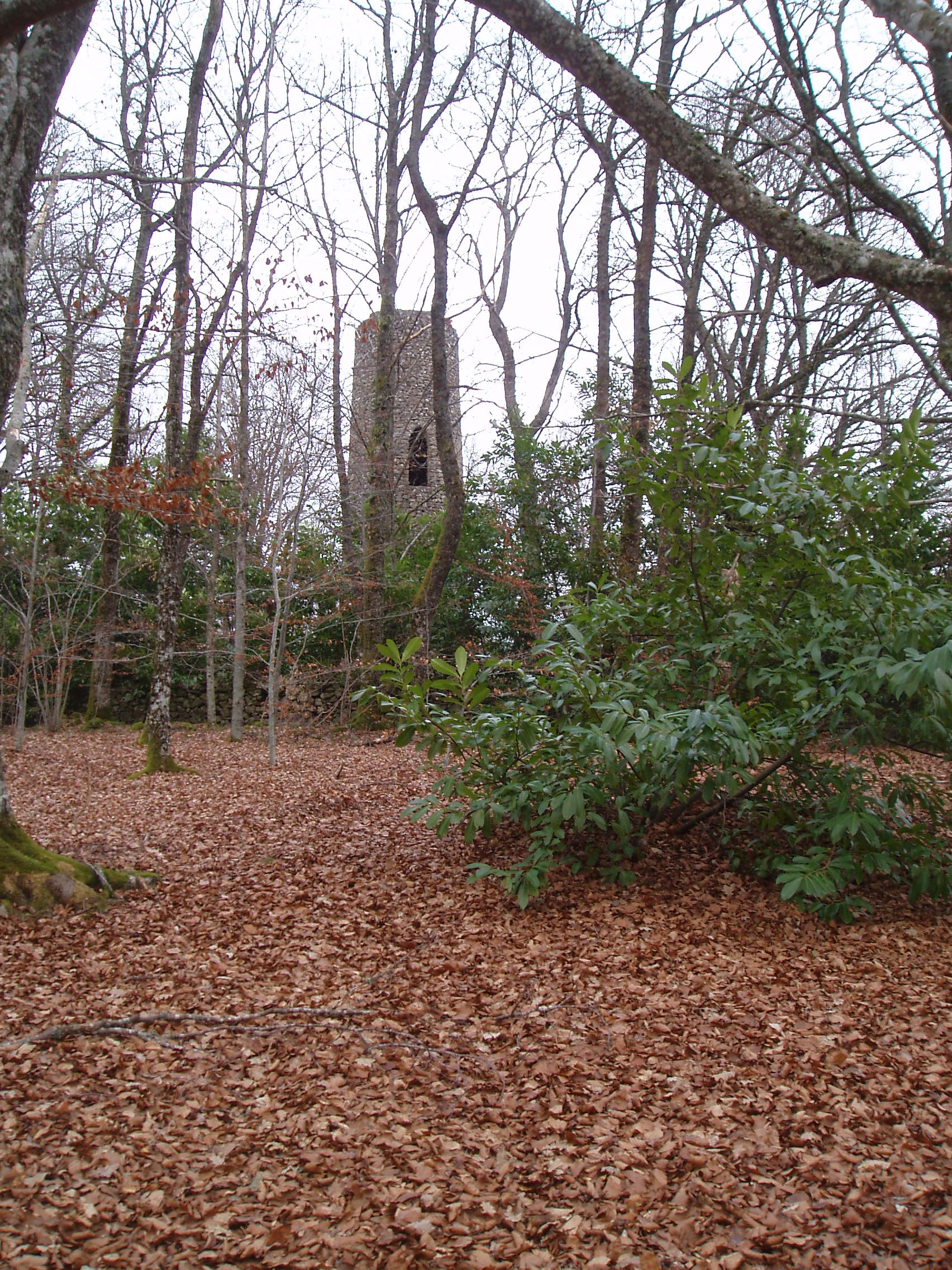
La tour Catinaud.

### Personnalités liées à la commune

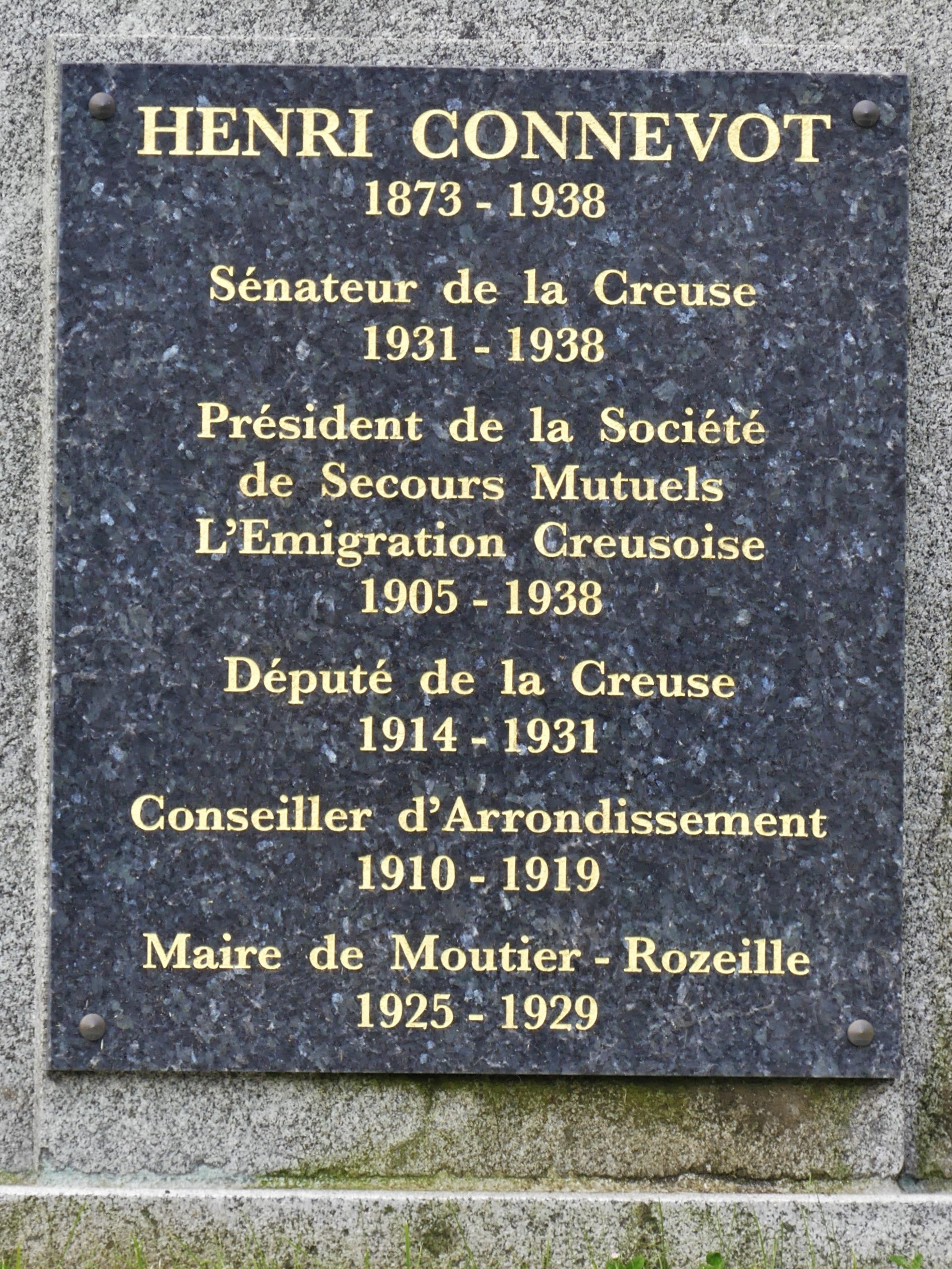
Plaque sur le socle de la statue d'Henri Connevot.

- Carissime (VIIe siècle), noble dame du Limousin exemplaire dans le mariage, puis dans le veuvage, fonda le monastère Saint Martin de Rozeille, dans la Marche[32] ; elle est fêtée le 7 juillet[33].
- Pierre Mazière (1847-1928), est décédé en 1928 à Moutier-Rozeille. Cet ancien maçon de la Creuse à Paris, a effectué une carrière politique : maire de Moutier-Rozeille en 1878, conseiller général du canton de Felletin de 1883 à 1922, député de l'arrondissement d'Aubusson en 1902-1903 et enfin sénateur de la Creuse entre 1903 et 1921.
- Henri Connevot (1873-1938), ancien maçon de la Creuse, a été député (de 1914 à 1931) puis sénateur de la Creuse (1931-1938) et maire de la commune de mai 1925 à 1938. Au sud du bourg a été érigée une statue le représentant.
- Anne-Marie Couderc (1950), native d'Aubusson et présidente d'Air France-KLM depuis 2018, possède une maison à Moutier-Rozeille[34].

### Héraldique
Pour un article plus général, voir Armorial des communes de la Creuse.
| Blason de Moutier-Rozeille | Blason  | Coupé : au 1er d'or à la cloche de sable, au 2e de gueules à la bande ondée cousue d'azur. |
| Blason de Moutier-Rozeille | Détails | Le statut officiel du blason reste à déterminer.                                           |